# Euceroplatus paucimaculatus
Euceroplatus paucimaculatus är en tvåvingeart som beskrevs av Loïc Matile 1990. Euceroplatus paucimaculatus ingår i släktet Euceroplatus och familjen platthornsmyggor. Inga underarter finns listade i Catalogue of Life.